# Provincia de Tinduf
Tinduf (en árabe: تندوف‎, en francés: Tindouf) es el nombre de un vilayato de Argelia, con una población de 58,193 según el censo de 2008 (sin incluir a los refugiados saharauis).[cita requerida] Su población en realidad podría ser como hasta 160,000 debido a los campos de refugiados saharauis. A pesar del paisaje árido, Tinduf es una provincia rica en recursos, con importantes cantidades de mineral de hierro ubicadas en el área de Gara Djebilet cerca de la frontera con Mauritania. Antes de la independencia de Argelia, el área sirvió como punto fuerte de varias tribus de la confederación nómada Reguiba.
La provincia es conocida internacionalmente por estar en su extremo oriental ubicados los campos de refugiados saharauis.
Su superficie es de 159,000 km².

## Municipios con población en abril de 2008
- Oum El Assel 3,183
- Tinduf 45,966